# سكوت ستيوارت (مخرج)
سكوت ستيوارت (بالإنجليزية: Scott Stewart)‏ هو كاتب سيناريو ومخرج أمريكي، ولد في القرن العشرين في الولايات المتحدة.

## وصلات خارجية
- سكوت ستيوارت على موقع IMDb (الإنجليزية)
- سكوت ستيوارت على موقع ألو سيني (الفرنسية)
- سكوت ستيوارت على موقع أول موفي (الإنجليزية)
- سكوت ستيوارت على موقع بوكس أوفيس موجو (الإنجليزية)
- سكوت ستيوارت على موقع قاعدة بيانات الأفلام السويدية (السويدية)
- سكوت ستيوارت على موقع قاعدة بيانات الفيلم (الإنجليزية)
- سكوت ستيوارت على موقع كينوبويسك (الروسية)